# Vetenskapsåret 1939

## Händelser

### Astronomiochrymdfart
- Okänt datum -  Robert Oppenheimer och H. Snyder förutsäger upptäckten av svarta hål.
- Okänt datum -  Robert Oppenheimer och G. Volkoff beräknar strukturen för neutronstjärnor.

### Fysik
- Okänt datum -  Nukleär fission upptäcks oberoende av Lise Meitner och Otto Hahn.

### Medicin
- Okänt datum -  John H. Lawrence använder strålar av neutroner från en partikelaccelerator för att behandla leukemi.

### Teknik
- 11 januari - Första flygningen med Lockheed P-38 Lightning.
- 28 mars - Första patent skidlift modell stollift, "Aerial ski tramway", US patent-nr US 2152235[1] (inlämnad 17 november 1937), Gordon H. Bannerman, James M. Curran och Glen H. Trout.
- 27 augusti - Det första jetflygplanet, en Heinkel, lyfter.
- 9 december - Första flygningen med prototypen till amerikanska bombflygplanet Consolidated XB-24 "Liberator".

## Pristagare
- Bigsbymedaljen: Arthur Elijah Trueman [2]
- Copleymedaljen: Thomas Hunt Morgan
- Ingenjörsvetenskapsakademien utdelar Stora guldmedaljen till Axel F. Enström
- Murchisonmedaljen: Harold Jeffreys
- Nobelpriset: [3]
  - Fysik: Ernest Lawrence
  - Kemi: Adolf Butenandt, Lavoslav Ružička
  - Fysiologi/Medicin: Gerhard Domagk
- Penrosemedaljen: William Berryman Scott
- Wollastonmedaljen: Frank Dawson Adams [4]

## Födda
- 19 maj - Dick Scobee (död 1986), astronaut.
- 7 oktober - John Hopcroft, amerikansk teoretisk datavetare.

## Avlidna
- 7 oktober - Harvey Cushing (född 1869), amerikansk neurokirurg.

### Fotnoter
1. ↑   patent US2152235, Google Patents /patents.google.com (läst 3 juli 2025)
2. ↑  ”Geological Society”. Arkiverad från originalet den 5 juni 2011. https://web.archive.org/web/20110605101836/http://www.geolsoc.org.uk/gsl/society/history/page753.html. Läst 13 april 2011.
3. ↑  ”Nobelpriset”. http://nobelprize.org/nobel_prizes/lists/all/index.html. Läst 10 april 2011.
4. ↑  ”Geological Society”. Arkiverad från originalet den 5 juni 2011. https://web.archive.org/web/20110605102217/http://www.geolsoc.org.uk/gsl/society/history/page750.html. Läst 14 april 2011.